# 图库尔蒂-尼努尔塔二世
图库尔蒂-尼努尔塔二世（英語：Tukulti-Ninurta II）（？—前883年），新亚述时期亚述国王（公元前891年—公元前883年在位）他短暂的统治时期巩固了他父亲于赫梯、巴比伦和亚兰的收益，并控制伊朗的扎格罗斯山脉，征服该地区的波斯人。
| 前任： 阿达德尼拉里二世 | 亚述国王 前891年－前883年 | 繼任： 阿淑尔纳西尔帕二世 |